# Vittorio Chierroni

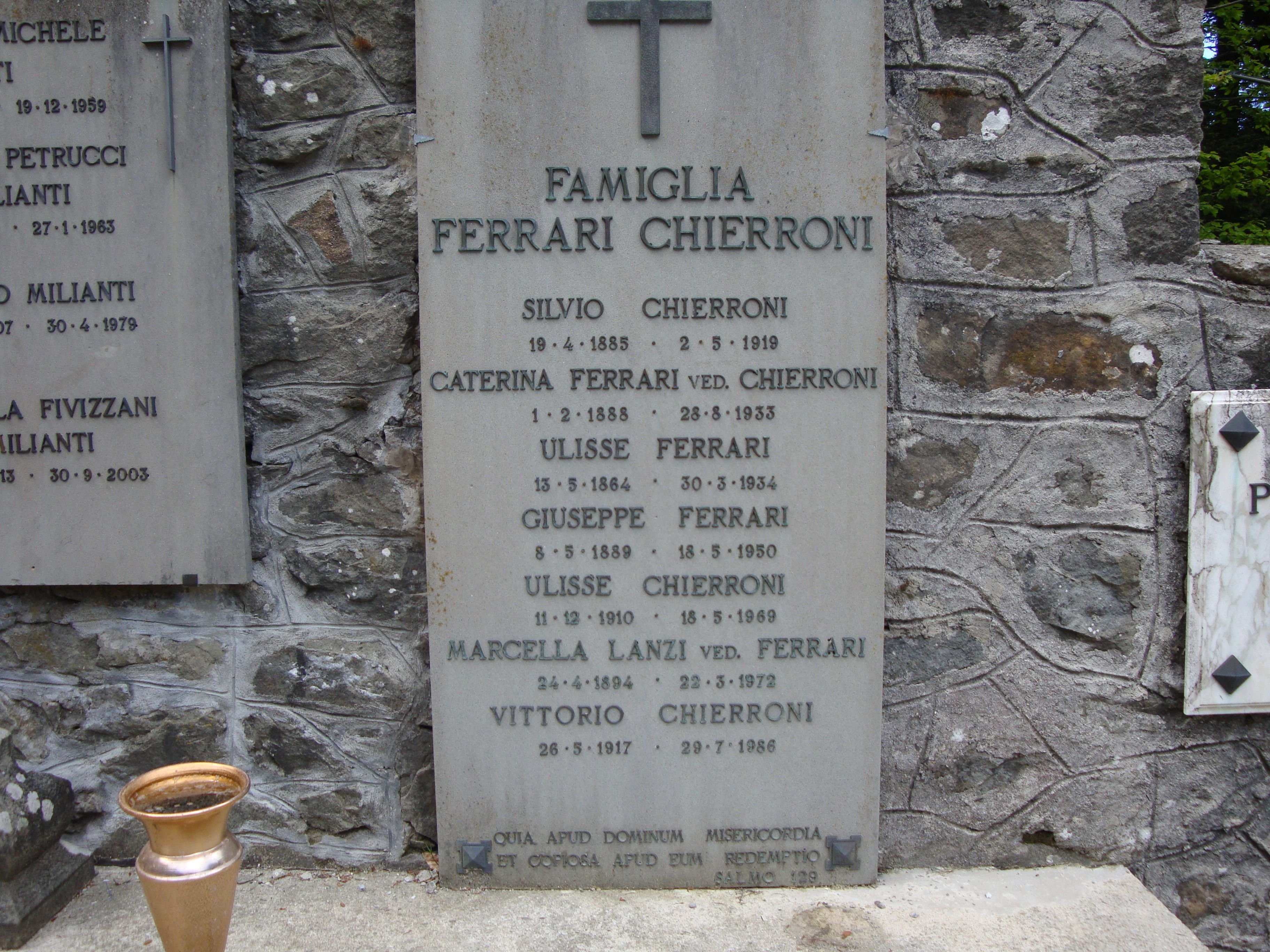
Nagrobek rodziny Chierronich na cmentarzu w Abetone.

Vittorio Chierroni (ur. 26 maja 1917 w Abetone, zm. 29 lipca 1986 tamże) – włoski narciarz alpejski. Jego największym osiągnięciem były medale złoty i brązowy wywalczone podczas mistrzostw świata w 1941. W 1946 r. Międzynarodowa Federacja Narciarska uznała jednak mistrzostwa z 1941 za niebyłe.
Był także siódmy w kombinacji podczas Igrzysk w Sankt Moritz.